# Thapaia tina
Thapaia tina är en insektsart som beskrevs av Song och Li 2009. Thapaia tina ingår i släktet Thapaia och familjen dvärgstritar. Inga underarter finns listade i Catalogue of Life.